# Wailua River
Der Wailuā River ist ein Fluss auf der Insel Kauai im US-Bundesstaat Hawaii. Er entspringt am Waiʻaleʻale und ist der einzige durch Boote, die größer sind als Kajaks, schiffbare Fluss in Hawaiʻi.